# 李迅雷
李迅雷（1963年9月1日—）是中華人民共和國經濟學者，畢業於上海財經大學，先後任職於上海財經大學研究所、君安證券研究所、国泰君安证券研究所、海通证券、齐鲁证券(上海)资产管理有限公司（簡稱齊魯資管，中泰證券子公司）和中泰證券。2008年起先後擔任上海市第十三屆人大常委會委員，上海市人大財經委員會委員、上海市第十四届人民代表大会代表、上海市第十五届人民代表大会代表。2017年12月起擔任九三學社第十四屆中央委員會委員。

## 外部連結
- 李迅雷的新浪微博